# خوسيه أنطونيو لوبيز
خوسيه أنطونيو لوبيز (بالإسبانية: José Antonio López Gil)‏ هو دراج إسباني، ولد في 11 يوليو 1976 في مربلة في إسبانيا.

## وصلات خارجية
- خوسيه أنطونيو لوبيز على موقع الاتحاد الدولي للدراجات (الإنجليزية)
- خوسيه أنطونيو لوبيز على موقع أرشيف الدراجات (الإنجليزية)
- خوسيه أنطونيو لوبيز على موقع إحصائيات الدراجات الإحترافية (الإنجليزية)
- خوسيه أنطونيو لوبيز على موقع نسبة الدراجات (الإنجليزية)